# Пшеросль-Голдапська
Пшеросль-Голдапська (пол. Przerośl Gołdapska) — село у Ґолдапському повіті Вармінсько-Мазурського воєводства. Адміністративно підпорядковане гміні Дубенінки.
Населення — 119 осіб (2006).
Від 1975 року до адміністративно-територіальної реформи 1998 року належало до Сувалцького воєводства.